# إسماعيل بن علي الحظيري
أبو محمّد إسماعيل بن علي بن محمد الحَظِيري (مارس 1137 - 15 سبتمبر 1206) لغوي وشاعر عربي عراقي من أهل القرن السادس الهجري/ الثالث عشر الميلادي. ولد في الحظيرة من قرب بغداد ونشأ بها. قرأ على ابن الخشاب النحوي وعلي بن عبد الرحيم العصّار اللغوي البغدادي، وإسماعيل بن موهوب الجواليقي وأبي البركات الأنباري. انتقل إلى الموصل وحدّث بخطبه وجمع كتاباً سمّاه تحرير الجواب وتقرير الصواب وتوفي فيها.

## سيرته
هو إسماعيل بن علي بن محمد بن مواهب الحظيري، ولد في الحظيرة - هي كانت قرية كبيرة مشهورة من قرى بغداد- في رجب سنة إحدى وثلاثين وخمسمائة/ مارس 1137 ونشأ بها. قدم بغداد وقرأ الأدب العربية على ابن الخشاب النحوي وعلي بن عبد الرحيم العصّار البغدادي، وإسماعيل بن موهوب الجواليقي وأبي البركات الأنباري. وصفه ابن الشعار الموصلي «فاضلاً شاعراً متميّزاً خطيباً مترسلاً ذا بلاغة وبراعة، ورعاً زاهداً تقياً. له تصانيف معروفة متدوالة، وجمع خطباً تدل على علمه، وتبنئ عن صحة فهمه.»
ذكره ياقوت الحموي في معجم الأدباء وقال «كان فاضلا متميزا لسنا ذا بلاغة وبراعة، وله في ذلك تصانيف معروفة متداولة، إلا أنّ الخمول كان عليه غالبا... وكان ورعا زاهدا تقيا.. وله تصانيف ورسائل مدوّنة وخطب وديوان شعر وكتاب جيّد في علم القراءة، رأيته».
سافر إلى الموصل وأقام بها في دار الحديث عدة سنين وحدّث بخطبه وجمع كتاباً سمّاه تحرير الجواب وتقرير الصواب. توفي فيها في 10 صفر 603 /15 سبتمبر 1206 أو في بغداد، مسقط رأسه.

## شعره
من شعره:
وله في أثناء رسالة في وصف كلام كتبها إلى بعض الرؤساء:
وقال أيضا: